# Изменяющий время
«Изменяющий время» (англ. Time Changer) — фильм режиссёра Рича Кристиано. Мировая премьера состоялась 25 октября 2002 года.

## Сюжет
На заседании профессоров богословия, все профессора одобряют книгу Рассела Карлайла «Изменяющиеся времена», но доктор Андерсон не одобряет книгу в связи с некоторыми моментами в ней, а именно удаление из кинематографа имени Иисуса Христа и последующим разложением из-за этого общества. Коллеги не договариваются и Андерсон зовет Рассела к себе домой. Там он показывает автору машину времени и хотя не охотно, но всё же Рассел совершает путешествие во времени на 100 лет вперёд. После путешествия Рассел Карлайл меняет спорные моменты в книге и получает добро Андерсона.

## В главных ролях
| Актёр           | Роль            |
| --------------- | --------------- |
| Д. Дэвид Морин  | Рассел Карлайл  |
| Гэвин Маклауд   | доктор Андерсон |
| Хэл Линден      | декан           |
| Дженнифер О’Нил | Мишель Бэйн     |